# Delias dorylaea
Delias dorylaea is een vlindersoort uit de familie van de Pieridae (witjes), onderfamilie Pierinae.
Delias dorylaea werd in 1865 beschreven door C. & R. Felder.